# Carebara bicarinata
Carebara bicarinata är en myrart som beskrevs av Santschi 1912. Carebara bicarinata ingår i släktet Carebara och familjen myror. Inga underarter finns listade.